# Vuelta a España 2024/Fahrerfeld
Das Fahrerfeld des Vuelta a España 2024 umfasst 176 Radrennfahrer in 22 Teams und 33 Nationen. Das Durchschnittsalter aller Teilnehmer liegt bei 28 Jahren.
Aufgrund eines Beschlusses der UCI vom 1. März 2022 vor dem Hintergrund des russischen Überfalls auf die Ukraine 2022 dürfen die Fahrer aus Russland bzw. Belarus nicht unter Namen und Fahne ihrer Nation teilnehmen.
Legende:
- Auszeichnungen in den Wertungen:
  - : Maillot Rojo für den Gesamtführenden
  - : Maillot Verde für den Punktbesten
  - : Maillot Lunares für den besten Bergfahrer
  - : Maillot Blanco für den besten Nachwuchsfahrer
- Nr.: Startnummer
- Aus.: Ausschluss durch Rennleitung vor Rennbeginn
- Susp.: Suspendierung, Ausschluss durch eigenes Team (in Klammern die entsprechende Etappe)
- HD: außerhalb der Karenzzeit
- DSQ: Disqualifikation, Ausschluss durch Rennleitung nach Rennbeginn (in Klammern die entsprechende Etappe)
- DNF: Aufgabe, Abbruch der Rundfahrt durch den Fahrer während einer Etappe (in Klammern die entsprechende Etappe)
- DNS: Aufgabe, Abbruch der Rundfahrt durch den Fahrer vor einer Etappe (in Klammern die entsprechende Etappe)

| Team Visma \| Lease a Bike TVL | Team Visma \| Lease a Bike TVL | Team Visma \| Lease a Bike TVL |
| ------------------------------ | ------------------------------ | ------------------------------ |
| Nr.                            | Fahrer                         | Platz                          |
| 1                              | Sepp Kuss (USA)                | 14.                            |
| 2                              | Edoardo Affini (ITA)           | 119.                           |
| 3                              | Robert Gesink (NED)            | 52.                            |
| 4                              | Steven Kruijswijk (NED)        | 19.                            |
| 5                              | Cian Uijtdebroeks (BEL)        | DNS-15                         |
| 6                              | Attila Valter (HUN) (Straße)   | 25.                            |
| 7                              | Wout van Aert (BEL)            | DNF-16                         |
| 8                              | Dylan van Baarle (NED)         | DNF-2                          |

| UAE Team Emirates UAD | UAE Team Emirates UAD              | UAE Team Emirates UAD |
| --------------------- | ---------------------------------- | --------------------- |
| Nr.                   | Fahrer                             | Platz                 |
| 11                    | João Almeida (POR)                 | DNS-9                 |
| 12                    | Filippo Baroncini (ITA)            | 66.                   |
| 13                    | Isaac Del Toro (MEX)               | 36.                   |
| 14                    | Pavel Sivakov (FRA)                | 9.                    |
| 15                    | Jay Vine (AUS)                     | 57.                   |
| 16                    | Adam Yates (GBR)                   | 12.                   |
| 17                    | Brandon McNulty (USA) (Zeitfahren) | 54.                   |
| 18                    | Marc Soler (ESP)                   | 41.                   |

| Ineos Grenadiers IGD | Ineos Grenadiers IGD              | Ineos Grenadiers IGD |
| -------------------- | --------------------------------- | -------------------- |
| Nr.                  | Fahrer                            | Platz                |
| 21                   | Thymen Arensman (NED)             | DNS-11               |
| 22                   | Laurens De Plus (BEL)             | DNS-10               |
| 23                   | Kim Heiduk (GER)                  | 107.                 |
| 24                   | Jhonatan Narváez (ECU) (Straße)   | 50.                  |
| 25                   | Brandon Rivera (COL)              | 95.                  |
| 26                   | Carlos Rodríguez (ESP)            | 10.                  |
| 27                   | Óscar Rodríguez (ESP)             | 24.                  |
| 28                   | Joshua Tarling (GBR) (Zeitfahren) | DNF-9                |

| Soudal Quick-Step SOQ | Soudal Quick-Step SOQ   | Soudal Quick-Step SOQ |
| --------------------- | ----------------------- | --------------------- |
| Nr.                   | Fahrer                  | Platz                 |
| 31                    | Mikel Landa (ESP)       | 8.                    |
| 32                    | Kasper Asgreen (DEN)    | 120.                  |
| 33                    | Mattia Cattaneo (ITA)   | 23.                   |
| 34                    | James Knox (GBR)        | 67.                   |
| 35                    | Junior Lecerf (BEL)     | 44.                   |
| 36                    | Casper Pedersen (DEN)   | 127.                  |
| 37                    | Mauri Vansevenant (BEL) | 49.                   |
| 38                    | Louis Vervaeke (BEL)    | 59.                   |

| Lidl-Trek LTK | Lidl-Trek LTK                    | Lidl-Trek LTK |
| ------------- | -------------------------------- | ------------- |
| Nr.           | Fahrer                           | Platz         |
| 41            | Mattias Skjelmose (DEN)          | 5.            |
| 42            | Giulio Ciccone (ITA)             | DNF-10        |
| 43            | Tao Geoghegan Hart (GBR)         | 62.           |
| 44            | Patrick Konrad (AUT)             | DNS-11        |
| 45            | Sam Oomen (NED)                  | 33.           |
| 46            | Mathias Vacek (CZE) (Zeitfahren) | 61.           |
| 47            | Otto Vergaerde (BEL)             | 93.           |
| 48            | Carlos Verona (ESP)              | 32.           |

| Decathlon-AG2R La Mondiale DAT | Decathlon-AG2R La Mondiale DAT    | Decathlon-AG2R La Mondiale DAT |
| ------------------------------ | --------------------------------- | ------------------------------ |
| Nr.                            | Fahrer                            | Platz                          |
| 51                             | Ben O’Connor (AUS)                | 2.                             |
| 52                             | Bruno Armirail (FRA) (Zeitfahren) | 69.                            |
| 53                             | Clément Berthet (FRA)             | 20.                            |
| 54                             | Geoffrey Bouchard (FRA)           | 108.                           |
| 55                             | Sander De Pestel (BEL)            | DNS-17                         |
| 56                             | Felix Gall (AUT)                  | 29.                            |
| 57                             | Victor Lafay (FRA)                | 109.                           |
| 58                             | Valentin Paret-Peintre (FRA)      | 45.                            |

| Red Bull-Bora-Hansgrohe RBH | Red Bull-Bora-Hansgrohe RBH               | Red Bull-Bora-Hansgrohe RBH |
| --------------------------- | ----------------------------------------- | --------------------------- |
| Nr.                         | Fahrer                                    | Platz                       |
| 61                          | Primož Roglič (SLO)                       | 1.                          |
| 62                          | Roger Adrià (ESP)                         | 43.                         |
| 63                          | Giovanni Aleotti (ITA)                    | 38.                         |
| 64                          | Nico Denz (GER)                           | DNF-20                      |
| 65                          | Patrick Gamper (AUT)                      | DNF-20                      |
| 66                          | Florian Lipowitz (GER)                    | 7.                          |
| 67                          | Daniel Felipe Martínez (COL) (Zeitfahren) | DNF-20                      |
| 68                          | Alexander Wlassow                         | 18.                         |

| Alpecin-Deceuninck ADC | Alpecin-Deceuninck ADC    | Alpecin-Deceuninck ADC |
| ---------------------- | ------------------------- | ---------------------- |
| Nr.                    | Fahrer                    | Platz                  |
| 71                     | Kaden Groves (AUS)        | 100.                   |
| 72                     | Maurice Ballerstedt (GER) | 126.                   |
| 73                     | Quinten Hermans (BEL)     | 80.                    |
| 74                     | Juri Hollmann (GER)       | 96.                    |
| 75                     | Xandro Meurisse (BEL)     | 55.                    |
| 76                     | Edward Planckaert (BEL)   | 116.                   |
| 77                     | Oscar Riesebeek (NED)     | 130.                   |
| 78                     | Luca Vergallito (ITA)     | 105.                   |

| Israel-Premier Tech IPT | Israel-Premier Tech IPT      | Israel-Premier Tech IPT |
| ----------------------- | ---------------------------- | ----------------------- |
| Nr.                     | Fahrer                       | Platz                   |
| 81                      | Michael Woods (CAN) (Straße) | DNS-17                  |
| 82                      | George Bennett (NZL)         | 34.                     |
| 83                      | Marco Frigo (ITA)            | 53.                     |
| 84                      | Nadav Raisberg (ISR)         | 113.                    |
| 85                      | Matthew Riccitello (USA)     | 30.                     |
| 86                      | Riley Sheehan (USA)          | 123.                    |
| 87                      | Corbin Strong (NZL)          | DNS-18                  |
| 88                      | Dylan Teuns (BEL)            | 74.                     |

| Lotto Dstny LTD | Lotto Dstny LTD           | Lotto Dstny LTD |
| --------------- | ------------------------- | --------------- |
| Nr.             | Fahrer                    | Platz           |
| 91              | Lennert Van Eetvelt (BEL) | DNS-12          |
| 92              | Victor Campenaerts (BEL)  | 111.            |
| 93              | Thomas De Gendt (BEL)     | 88.             |
| 94              | Andreas Kron (DEN)        | DNS-7           |
| 95              | Arjen Livyns (BEL)        | 91.             |
| 96              | Sylvain Moniquet (BEL)    | 110.            |
| 97              | Eduardo Sepúlveda (ARG)   | 86.             |
| 98              | Jonas Gregaard (DEN)      | 77.             |

| Groupama-FDJ GFC | Groupama-FDJ GFC               | Groupama-FDJ GFC |
| ---------------- | ------------------------------ | ---------------- |
| Nr.              | Fahrer                         | Platz            |
| 101              | David Gaudu (FRA)              | 6.               |
| 102              | Sven Erik Bystrøm (NOR)        | 117.             |
| 103              | Kevin Geniets (LUX) (Straße)   | DNF-12           |
| 104              | Lorenzo Germani (ITA)          | 97.              |
| 105              | Stefan Küng (SUI) (Zeitfahren) | 39.              |
| 106              | Quentin Pacher (FRA)           | 21.              |
| 107              | Rémy Rochas (FRA)              | DNF-16           |
| 108              | Reuben Thompson (NZL)          | 94.              |

| EF Education-EasyPost EFE | EF Education-EasyPost EFE          | EF Education-EasyPost EFE |
| ------------------------- | ---------------------------------- | ------------------------- |
| Nr.                       | Fahrer                             | Platz                     |
| 111                       | Richard Carapaz (ECU) (Zeitfahren) | 4.                        |
| 112                       | Rui Costa (POR) (Straße)           | DNF-5                     |
| 113                       | Owain Doull (GBR)                  | 118.                      |
| 114                       | Darren Rafferty (IRL) (Straße)     | 75.                       |
| 115                       | James Shaw (GBR)                   | 98.                       |
| 116                       | Harry Sweeny (AUS)                 | 78.                       |
| 117                       | Rigoberto Urán (COL)               | DNF-6                     |
| 118                       | Alexander Cepeda (ECU)             | 46.                       |

| Movistar Team MOV | Movistar Team MOV     | Movistar Team MOV |
| ----------------- | --------------------- | ----------------- |
| Nr.               | Fahrer                | Platz             |
| 121               | Enric Mas (ESP)       | 3.                |
| 122               | Jorge Arcas (ESP)     | 112.              |
| 123               | Carlos Canal (ESP)    | 70.               |
| 124               | Oier Lazkano (ESP)    | 92.               |
| 125               | Nélson Oliveira (POR) | 73.               |
| 126               | Nairo Quintana (COL)  | 31.               |
| 127               | Einer Rubio (COL)     | 27.               |
| 128               | Pelayo Sánchez (ESP)  | DNF-15            |

| Bahrain Victorious TBV | Bahrain Victorious TBV  | Bahrain Victorious TBV |
| ---------------------- | ----------------------- | ---------------------- |
| Nr.                    | Fahrer                  | Platz                  |
| 131                    | Antonio Tiberi (ITA)    | DNF-9                  |
| 132                    | Damiano Caruso (ITA)    | DNS-7                  |
| 133                    | Kamil Gradek (POL)      | 133.                   |
| 134                    | Jack Haig (AUS)         | 22.                    |
| 135                    | Rainer Kepplinger (AUT) | DNF-9                  |
| 136                    | Fran Miholjević (CRO)   | 87.                    |
| 137                    | Jasha Sütterlin (GER)   | 121.                   |
| 138                    | Torstein Træen (NOR)    | 60.                    |

| Team Jayco AlUla JAY | Team Jayco AlUla JAY            | Team Jayco AlUla JAY |
| -------------------- | ------------------------------- | -------------------- |
| Nr.                  | Fahrer                          | Platz                |
| 141                  | Eddie Dunbar (IRL) (Zeitfahren) | 11.                  |
| 142                  | Hagos Welay Berhe (ETH)         | DNS-13               |
| 143                  | Alessandro De Marchi (ITA)      | 125.                 |
| 144                  | Felix Engelhardt (GER)          | 103.                 |
| 145                  | Chris Harper (AUS)              | DNF-11               |
| 146                  | Mauro Schmid (SUI) (Straße)     | 71.                  |
| 147                  | Callum Scotson (AUS)            | DNS-16               |
| 148                  | Filippo Zana (ITA)              | 56.                  |

| Arkéa-B&B Hotels ARK | Arkéa-B&B Hotels ARK     | Arkéa-B&B Hotels ARK |
| -------------------- | ------------------------ | -------------------- |
| Nr.                  | Fahrer                   | Platz                |
| 151                  | Cristian Rodríguez (ESP) | 13.                  |
| 152                  | Élie Gesbert (FRA)       | DNS-8                |
| 153                  | Thibault Guernalec (FRA) | 132.                 |
| 154                  | Simon Guglielmi (FRA)    | 47.                  |
| 155                  | Laurens Huys (BEL)       | 79.                  |
| 156                  | Mathis Le Berre (FRA)    | 76.                  |
| 157                  | Łukasz Owsian (POL)      | 89.                  |
| 158                  | Michel Ries (LUX)        | DNF-14               |

| Intermarché-Wanty IWA | Intermarché-Wanty IWA            | Intermarché-Wanty IWA |
| --------------------- | -------------------------------- | --------------------- |
| Nr.                   | Fahrer                           | Platz                 |
| 161                   | Louis Meintjes (RSA)             | 28.                   |
| 162                   | Vito Braet (BEL)                 | 81.                   |
| 163                   | Kobe Goossens (BEL)              | DNS-10                |
| 164                   | Arne Marit (BEL)                 | 122.                  |
| 165                   | Tom Paquot (BEL)                 | DNS-16                |
| 166                   | Simone Petilli (ITA)             | 90.                   |
| 167                   | Lorenzo Rota (ITA)               | DNS-11                |
| 168                   | Rein Taaramäe (EST) (Zeitfahren) | DNF-18                |

| Team dsm-firmenich PostNL DFP | Team dsm-firmenich PostNL DFP | Team dsm-firmenich PostNL DFP |
| ----------------------------- | ----------------------------- | ----------------------------- |
| Nr.                           | Fahrer                        | Platz                         |
| 171                           | Max Poole (GBR)               | 35.                           |
| 172                           | Pavel Bittner (CZE)           | 115.                          |
| 173                           | Chris Hamilton (AUS)          | 68.                           |
| 174                           | Gijs Leemreize (NED)          | 84.                           |
| 175                           | Enzo Leijnse (NED)            | 129.                          |
| 176                           | Tim Naberman (NED)            | 135.                          |
| 177                           | Martijn Tusveld (NED)         | 63.                           |
| 178                           | Julius van den Berg (NED)     | 131.                          |

| Cofidis COF | Cofidis COF            | Cofidis COF |
| ----------- | ---------------------- | ----------- |
| Nr.         | Fahrer                 | Platz       |
| 181         | Guillaume Martin (FRA) | 15.         |
| 182         | Thomas Champion (FRA)  | 82.         |
| 183         | Bryan Coquard (FRA)    | DNF-8       |
| 184         | Rubén Fernández (ESP)  | DNS-14      |
| 185         | Ion Izagirre (ESP)     | 37.         |
| 186         | Jesús Herrada (ESP)    | 85.         |
| 187         | Jonathan Lastra (ESP)  | DNS-13      |
| 188         | Kenny Elissonde (FRA)  | DNF-6       |

| Astana Qazaqstan Team AST | Astana Qazaqstan Team AST | Astana Qazaqstan Team AST |
| ------------------------- | ------------------------- | ------------------------- |
| Nr.                       | Fahrer                    | Platz                     |
| 191                       | Lorenzo Fortunato (ITA)   | 16.                       |
| 192                       | Gleb Brussenski (KAZ)     | 124.                      |
| 193                       | Gianmarco Garofoli (ITA)  | 48.                       |
| 194                       | Harold Martín López (ECU) | DNS-10                    |
| 195                       | Ide Schelling (NED)       | 134.                      |
| 196                       | Harold Tejada (COL)       | 40.                       |
| 197                       | Santiago Umba (COL)       | 106.                      |
| 198                       | Nikolas Winokurow (KAZ)   | 128.                      |

| Equipo Kern Pharma EKP | Equipo Kern Pharma EKP   | Equipo Kern Pharma EKP |
| ---------------------- | ------------------------ | ---------------------- |
| Nr.                    | Fahrer                   | Platz                  |
| 201                    | Urko Berrade (ESP)       | 42.                    |
| 202                    | Pablo Castrillo (ESP)    | 64.                    |
| 203                    | Jorge Gutiérrez (ESP)    | 99.                    |
| 204                    | Unai Iribar (ESP)        | 83.                    |
| 205                    | Pau Miquel (ESP)         | 58.                    |
| 206                    | José Félix Parra (ESP)   | 17.                    |
| 207                    | Ibon Ruiz (ESP)          | 101.                   |
| 208                    | Antonio Jesús Soto (ESP) | 114.                   |

| Euskaltel-Euskadi EUS | Euskaltel-Euskadi EUS   | Euskaltel-Euskadi EUS |
| --------------------- | ----------------------- | --------------------- |
| Nr.                   | Fahrer                  | Platz                 |
| 211                   | Txomin Juaristi (ESP)   | DNF-20                |
| 212                   | Jon Aberasturi (ESP)    | DNF-6                 |
| 213                   | Xabier Berasategi (ESP) | 102.                  |
| 214                   | Mikel Bizkarra (ESP)    | 26.                   |
| 215                   | Joan Bou (ESP)          | 72.                   |
| 216                   | Xabier Isasa (ESP)      | 104.                  |
| 217                   | Gotzon Martín (ESP)     | 51.                   |
| 218                   | Luis Ángel Maté (ESP)   | 65.                   |

| Team Visma \| Lease a Bike TVL | Team Visma \| Lease a Bike TVL | Team Visma \| Lease a Bike TVL |
| ------------------------------ | ------------------------------ | ------------------------------ |
| Nr.                            | Fahrer                         | Platz                          |
| 1                              | Sepp Kuss (USA)                | 14.                            |
| 2                              | Edoardo Affini (ITA)           | 119.                           |
| 3                              | Robert Gesink (NED)            | 52.                            |
| 4                              | Steven Kruijswijk (NED)        | 19.                            |
| 5                              | Cian Uijtdebroeks (BEL)        | DNS-15                         |
| 6                              | Attila Valter (HUN) (Straße)   | 25.                            |
| 7                              | Wout van Aert (BEL)            | DNF-16                         |
| 8                              | Dylan van Baarle (NED)         | DNF-2                          |

| UAE Team Emirates UAD | UAE Team Emirates UAD              | UAE Team Emirates UAD |
| --------------------- | ---------------------------------- | --------------------- |
| Nr.                   | Fahrer                             | Platz                 |
| 11                    | João Almeida (POR)                 | DNS-9                 |
| 12                    | Filippo Baroncini (ITA)            | 66.                   |
| 13                    | Isaac Del Toro (MEX)               | 36.                   |
| 14                    | Pavel Sivakov (FRA)                | 9.                    |
| 15                    | Jay Vine (AUS)                     | 57.                   |
| 16                    | Adam Yates (GBR)                   | 12.                   |
| 17                    | Brandon McNulty (USA) (Zeitfahren) | 54.                   |
| 18                    | Marc Soler (ESP)                   | 41.                   |

| Ineos Grenadiers IGD | Ineos Grenadiers IGD              | Ineos Grenadiers IGD |
| -------------------- | --------------------------------- | -------------------- |
| Nr.                  | Fahrer                            | Platz                |
| 21                   | Thymen Arensman (NED)             | DNS-11               |
| 22                   | Laurens De Plus (BEL)             | DNS-10               |
| 23                   | Kim Heiduk (GER)                  | 107.                 |
| 24                   | Jhonatan Narváez (ECU) (Straße)   | 50.                  |
| 25                   | Brandon Rivera (COL)              | 95.                  |
| 26                   | Carlos Rodríguez (ESP)            | 10.                  |
| 27                   | Óscar Rodríguez (ESP)             | 24.                  |
| 28                   | Joshua Tarling (GBR) (Zeitfahren) | DNF-9                |

| Soudal Quick-Step SOQ | Soudal Quick-Step SOQ   | Soudal Quick-Step SOQ |
| --------------------- | ----------------------- | --------------------- |
| Nr.                   | Fahrer                  | Platz                 |
| 31                    | Mikel Landa (ESP)       | 8.                    |
| 32                    | Kasper Asgreen (DEN)    | 120.                  |
| 33                    | Mattia Cattaneo (ITA)   | 23.                   |
| 34                    | James Knox (GBR)        | 67.                   |
| 35                    | Junior Lecerf (BEL)     | 44.                   |
| 36                    | Casper Pedersen (DEN)   | 127.                  |
| 37                    | Mauri Vansevenant (BEL) | 49.                   |
| 38                    | Louis Vervaeke (BEL)    | 59.                   |

| Lidl-Trek LTK | Lidl-Trek LTK                    | Lidl-Trek LTK |
| ------------- | -------------------------------- | ------------- |
| Nr.           | Fahrer                           | Platz         |
| 41            | Mattias Skjelmose (DEN)          | 5.            |
| 42            | Giulio Ciccone (ITA)             | DNF-10        |
| 43            | Tao Geoghegan Hart (GBR)         | 62.           |
| 44            | Patrick Konrad (AUT)             | DNS-11        |
| 45            | Sam Oomen (NED)                  | 33.           |
| 46            | Mathias Vacek (CZE) (Zeitfahren) | 61.           |
| 47            | Otto Vergaerde (BEL)             | 93.           |
| 48            | Carlos Verona (ESP)              | 32.           |

| Decathlon-AG2R La Mondiale DAT | Decathlon-AG2R La Mondiale DAT    | Decathlon-AG2R La Mondiale DAT |
| ------------------------------ | --------------------------------- | ------------------------------ |
| Nr.                            | Fahrer                            | Platz                          |
| 51                             | Ben O’Connor (AUS)                | 2.                             |
| 52                             | Bruno Armirail (FRA) (Zeitfahren) | 69.                            |
| 53                             | Clément Berthet (FRA)             | 20.                            |
| 54                             | Geoffrey Bouchard (FRA)           | 108.                           |
| 55                             | Sander De Pestel (BEL)            | DNS-17                         |
| 56                             | Felix Gall (AUT)                  | 29.                            |
| 57                             | Victor Lafay (FRA)                | 109.                           |
| 58                             | Valentin Paret-Peintre (FRA)      | 45.                            |

| Red Bull-Bora-Hansgrohe RBH | Red Bull-Bora-Hansgrohe RBH               | Red Bull-Bora-Hansgrohe RBH |
| --------------------------- | ----------------------------------------- | --------------------------- |
| Nr.                         | Fahrer                                    | Platz                       |
| 61                          | Primož Roglič (SLO)                       | 1.                          |
| 62                          | Roger Adrià (ESP)                         | 43.                         |
| 63                          | Giovanni Aleotti (ITA)                    | 38.                         |
| 64                          | Nico Denz (GER)                           | DNF-20                      |
| 65                          | Patrick Gamper (AUT)                      | DNF-20                      |
| 66                          | Florian Lipowitz (GER)                    | 7.                          |
| 67                          | Daniel Felipe Martínez (COL) (Zeitfahren) | DNF-20                      |
| 68                          | Alexander Wlassow                         | 18.                         |

| Alpecin-Deceuninck ADC | Alpecin-Deceuninck ADC    | Alpecin-Deceuninck ADC |
| ---------------------- | ------------------------- | ---------------------- |
| Nr.                    | Fahrer                    | Platz                  |
| 71                     | Kaden Groves (AUS)        | 100.                   |
| 72                     | Maurice Ballerstedt (GER) | 126.                   |
| 73                     | Quinten Hermans (BEL)     | 80.                    |
| 74                     | Juri Hollmann (GER)       | 96.                    |
| 75                     | Xandro Meurisse (BEL)     | 55.                    |
| 76                     | Edward Planckaert (BEL)   | 116.                   |
| 77                     | Oscar Riesebeek (NED)     | 130.                   |
| 78                     | Luca Vergallito (ITA)     | 105.                   |

| Israel-Premier Tech IPT | Israel-Premier Tech IPT      | Israel-Premier Tech IPT |
| ----------------------- | ---------------------------- | ----------------------- |
| Nr.                     | Fahrer                       | Platz                   |
| 81                      | Michael Woods (CAN) (Straße) | DNS-17                  |
| 82                      | George Bennett (NZL)         | 34.                     |
| 83                      | Marco Frigo (ITA)            | 53.                     |
| 84                      | Nadav Raisberg (ISR)         | 113.                    |
| 85                      | Matthew Riccitello (USA)     | 30.                     |
| 86                      | Riley Sheehan (USA)          | 123.                    |
| 87                      | Corbin Strong (NZL)          | DNS-18                  |
| 88                      | Dylan Teuns (BEL)            | 74.                     |

| Lotto Dstny LTD | Lotto Dstny LTD           | Lotto Dstny LTD |
| --------------- | ------------------------- | --------------- |
| Nr.             | Fahrer                    | Platz           |
| 91              | Lennert Van Eetvelt (BEL) | DNS-12          |
| 92              | Victor Campenaerts (BEL)  | 111.            |
| 93              | Thomas De Gendt (BEL)     | 88.             |
| 94              | Andreas Kron (DEN)        | DNS-7           |
| 95              | Arjen Livyns (BEL)        | 91.             |
| 96              | Sylvain Moniquet (BEL)    | 110.            |
| 97              | Eduardo Sepúlveda (ARG)   | 86.             |
| 98              | Jonas Gregaard (DEN)      | 77.             |

| Groupama-FDJ GFC | Groupama-FDJ GFC               | Groupama-FDJ GFC |
| ---------------- | ------------------------------ | ---------------- |
| Nr.              | Fahrer                         | Platz            |
| 101              | David Gaudu (FRA)              | 6.               |
| 102              | Sven Erik Bystrøm (NOR)        | 117.             |
| 103              | Kevin Geniets (LUX) (Straße)   | DNF-12           |
| 104              | Lorenzo Germani (ITA)          | 97.              |
| 105              | Stefan Küng (SUI) (Zeitfahren) | 39.              |
| 106              | Quentin Pacher (FRA)           | 21.              |
| 107              | Rémy Rochas (FRA)              | DNF-16           |
| 108              | Reuben Thompson (NZL)          | 94.              |

| EF Education-EasyPost EFE | EF Education-EasyPost EFE          | EF Education-EasyPost EFE |
| ------------------------- | ---------------------------------- | ------------------------- |
| Nr.                       | Fahrer                             | Platz                     |
| 111                       | Richard Carapaz (ECU) (Zeitfahren) | 4.                        |
| 112                       | Rui Costa (POR) (Straße)           | DNF-5                     |
| 113                       | Owain Doull (GBR)                  | 118.                      |
| 114                       | Darren Rafferty (IRL) (Straße)     | 75.                       |
| 115                       | James Shaw (GBR)                   | 98.                       |
| 116                       | Harry Sweeny (AUS)                 | 78.                       |
| 117                       | Rigoberto Urán (COL)               | DNF-6                     |
| 118                       | Alexander Cepeda (ECU)             | 46.                       |

| Movistar Team MOV | Movistar Team MOV     | Movistar Team MOV |
| ----------------- | --------------------- | ----------------- |
| Nr.               | Fahrer                | Platz             |
| 121               | Enric Mas (ESP)       | 3.                |
| 122               | Jorge Arcas (ESP)     | 112.              |
| 123               | Carlos Canal (ESP)    | 70.               |
| 124               | Oier Lazkano (ESP)    | 92.               |
| 125               | Nélson Oliveira (POR) | 73.               |
| 126               | Nairo Quintana (COL)  | 31.               |
| 127               | Einer Rubio (COL)     | 27.               |
| 128               | Pelayo Sánchez (ESP)  | DNF-15            |

| Bahrain Victorious TBV | Bahrain Victorious TBV  | Bahrain Victorious TBV |
| ---------------------- | ----------------------- | ---------------------- |
| Nr.                    | Fahrer                  | Platz                  |
| 131                    | Antonio Tiberi (ITA)    | DNF-9                  |
| 132                    | Damiano Caruso (ITA)    | DNS-7                  |
| 133                    | Kamil Gradek (POL)      | 133.                   |
| 134                    | Jack Haig (AUS)         | 22.                    |
| 135                    | Rainer Kepplinger (AUT) | DNF-9                  |
| 136                    | Fran Miholjević (CRO)   | 87.                    |
| 137                    | Jasha Sütterlin (GER)   | 121.                   |
| 138                    | Torstein Træen (NOR)    | 60.                    |

| Team Jayco AlUla JAY | Team Jayco AlUla JAY            | Team Jayco AlUla JAY |
| -------------------- | ------------------------------- | -------------------- |
| Nr.                  | Fahrer                          | Platz                |
| 141                  | Eddie Dunbar (IRL) (Zeitfahren) | 11.                  |
| 142                  | Hagos Welay Berhe (ETH)         | DNS-13               |
| 143                  | Alessandro De Marchi (ITA)      | 125.                 |
| 144                  | Felix Engelhardt (GER)          | 103.                 |
| 145                  | Chris Harper (AUS)              | DNF-11               |
| 146                  | Mauro Schmid (SUI) (Straße)     | 71.                  |
| 147                  | Callum Scotson (AUS)            | DNS-16               |
| 148                  | Filippo Zana (ITA)              | 56.                  |

| Arkéa-B&B Hotels ARK | Arkéa-B&B Hotels ARK     | Arkéa-B&B Hotels ARK |
| -------------------- | ------------------------ | -------------------- |
| Nr.                  | Fahrer                   | Platz                |
| 151                  | Cristian Rodríguez (ESP) | 13.                  |
| 152                  | Élie Gesbert (FRA)       | DNS-8                |
| 153                  | Thibault Guernalec (FRA) | 132.                 |
| 154                  | Simon Guglielmi (FRA)    | 47.                  |
| 155                  | Laurens Huys (BEL)       | 79.                  |
| 156                  | Mathis Le Berre (FRA)    | 76.                  |
| 157                  | Łukasz Owsian (POL)      | 89.                  |
| 158                  | Michel Ries (LUX)        | DNF-14               |

| Intermarché-Wanty IWA | Intermarché-Wanty IWA            | Intermarché-Wanty IWA |
| --------------------- | -------------------------------- | --------------------- |
| Nr.                   | Fahrer                           | Platz                 |
| 161                   | Louis Meintjes (RSA)             | 28.                   |
| 162                   | Vito Braet (BEL)                 | 81.                   |
| 163                   | Kobe Goossens (BEL)              | DNS-10                |
| 164                   | Arne Marit (BEL)                 | 122.                  |
| 165                   | Tom Paquot (BEL)                 | DNS-16                |
| 166                   | Simone Petilli (ITA)             | 90.                   |
| 167                   | Lorenzo Rota (ITA)               | DNS-11                |
| 168                   | Rein Taaramäe (EST) (Zeitfahren) | DNF-18                |

| Team dsm-firmenich PostNL DFP | Team dsm-firmenich PostNL DFP | Team dsm-firmenich PostNL DFP |
| ----------------------------- | ----------------------------- | ----------------------------- |
| Nr.                           | Fahrer                        | Platz                         |
| 171                           | Max Poole (GBR)               | 35.                           |
| 172                           | Pavel Bittner (CZE)           | 115.                          |
| 173                           | Chris Hamilton (AUS)          | 68.                           |
| 174                           | Gijs Leemreize (NED)          | 84.                           |
| 175                           | Enzo Leijnse (NED)            | 129.                          |
| 176                           | Tim Naberman (NED)            | 135.                          |
| 177                           | Martijn Tusveld (NED)         | 63.                           |
| 178                           | Julius van den Berg (NED)     | 131.                          |

| Cofidis COF | Cofidis COF            | Cofidis COF |
| ----------- | ---------------------- | ----------- |
| Nr.         | Fahrer                 | Platz       |
| 181         | Guillaume Martin (FRA) | 15.         |
| 182         | Thomas Champion (FRA)  | 82.         |
| 183         | Bryan Coquard (FRA)    | DNF-8       |
| 184         | Rubén Fernández (ESP)  | DNS-14      |
| 185         | Ion Izagirre (ESP)     | 37.         |
| 186         | Jesús Herrada (ESP)    | 85.         |
| 187         | Jonathan Lastra (ESP)  | DNS-13      |
| 188         | Kenny Elissonde (FRA)  | DNF-6       |

| Astana Qazaqstan Team AST | Astana Qazaqstan Team AST | Astana Qazaqstan Team AST |
| ------------------------- | ------------------------- | ------------------------- |
| Nr.                       | Fahrer                    | Platz                     |
| 191                       | Lorenzo Fortunato (ITA)   | 16.                       |
| 192                       | Gleb Brussenski (KAZ)     | 124.                      |
| 193                       | Gianmarco Garofoli (ITA)  | 48.                       |
| 194                       | Harold Martín López (ECU) | DNS-10                    |
| 195                       | Ide Schelling (NED)       | 134.                      |
| 196                       | Harold Tejada (COL)       | 40.                       |
| 197                       | Santiago Umba (COL)       | 106.                      |
| 198                       | Nikolas Winokurow (KAZ)   | 128.                      |

| Equipo Kern Pharma EKP | Equipo Kern Pharma EKP   | Equipo Kern Pharma EKP |
| ---------------------- | ------------------------ | ---------------------- |
| Nr.                    | Fahrer                   | Platz                  |
| 201                    | Urko Berrade (ESP)       | 42.                    |
| 202                    | Pablo Castrillo (ESP)    | 64.                    |
| 203                    | Jorge Gutiérrez (ESP)    | 99.                    |
| 204                    | Unai Iribar (ESP)        | 83.                    |
| 205                    | Pau Miquel (ESP)         | 58.                    |
| 206                    | José Félix Parra (ESP)   | 17.                    |
| 207                    | Ibon Ruiz (ESP)          | 101.                   |
| 208                    | Antonio Jesús Soto (ESP) | 114.                   |

| Euskaltel-Euskadi EUS | Euskaltel-Euskadi EUS   | Euskaltel-Euskadi EUS |
| --------------------- | ----------------------- | --------------------- |
| Nr.                   | Fahrer                  | Platz                 |
| 211                   | Txomin Juaristi (ESP)   | DNF-20                |
| 212                   | Jon Aberasturi (ESP)    | DNF-6                 |
| 213                   | Xabier Berasategi (ESP) | 102.                  |
| 214                   | Mikel Bizkarra (ESP)    | 26.                   |
| 215                   | Joan Bou (ESP)          | 72.                   |
| 216                   | Xabier Isasa (ESP)      | 104.                  |
| 217                   | Gotzon Martín (ESP)     | 51.                   |
| 218                   | Luis Ángel Maté (ESP)   | 65.                   |